# Heliophora orbiculus
Genre
Espèce
Synonymes
- Echinocyamus crenulatus H.L. Clark, 1925[3]
- Echinodiscus dentatus minor Leske, 1778[3]
- Echinodiscus dentatus Leske, 1778[3]
- Echinus decadactylos Gmelin, 1791[3]
- Echinus orbiculus Linnaeus, 1758[3]
- Heliophora orbicularis (Linnaeus, 1758)[3]
- Heliophora rumphii (L. Agassiz, 1841)[3]
- Radiorotula orbiculus (Linnaeus, 1758)[3]
- Rotula dentata (Leske, 1778)[3]
- Rotula rhumphii[3]
- Rotula rumphii Klein, 1734[3]
- Rotula rumphii L. Agassiz, 1841[3]
- Scutella dentata (Leske, 1778)[3]
- Scutella radiata Blainville, 1834[3]
- Scutella semisol Blainville, 1827[3]

Heliophora orbiculus est une espèce d'oursins clypéastéroïdes de la famille des Rotulidae. Sa coquille est aplatie, circulaire et ornée d’une étoile. C'est la seule espèce actuelle du genre Heliophora, qui remonte au Pliocène supérieur.

## Systématique
L'espèce Heliophora orbiculus a été initialement décrite en 1788 par le naturaliste suédois Carl von Linné (1707-1778) sous le protonyme d’Echinus orbiculus.
En 1840, le zoologiste suisse naturalisé américain Louis Agassiz (1807-1873) la classe sous le genre Heliophora.

## Caractéristiques
Vivant, son corps est recouvert de fines et courtes épines mobiles, comme un duvet, qui lui donnent une couleur gris pourpre et lui permettent de s’enfouir dans le sable.

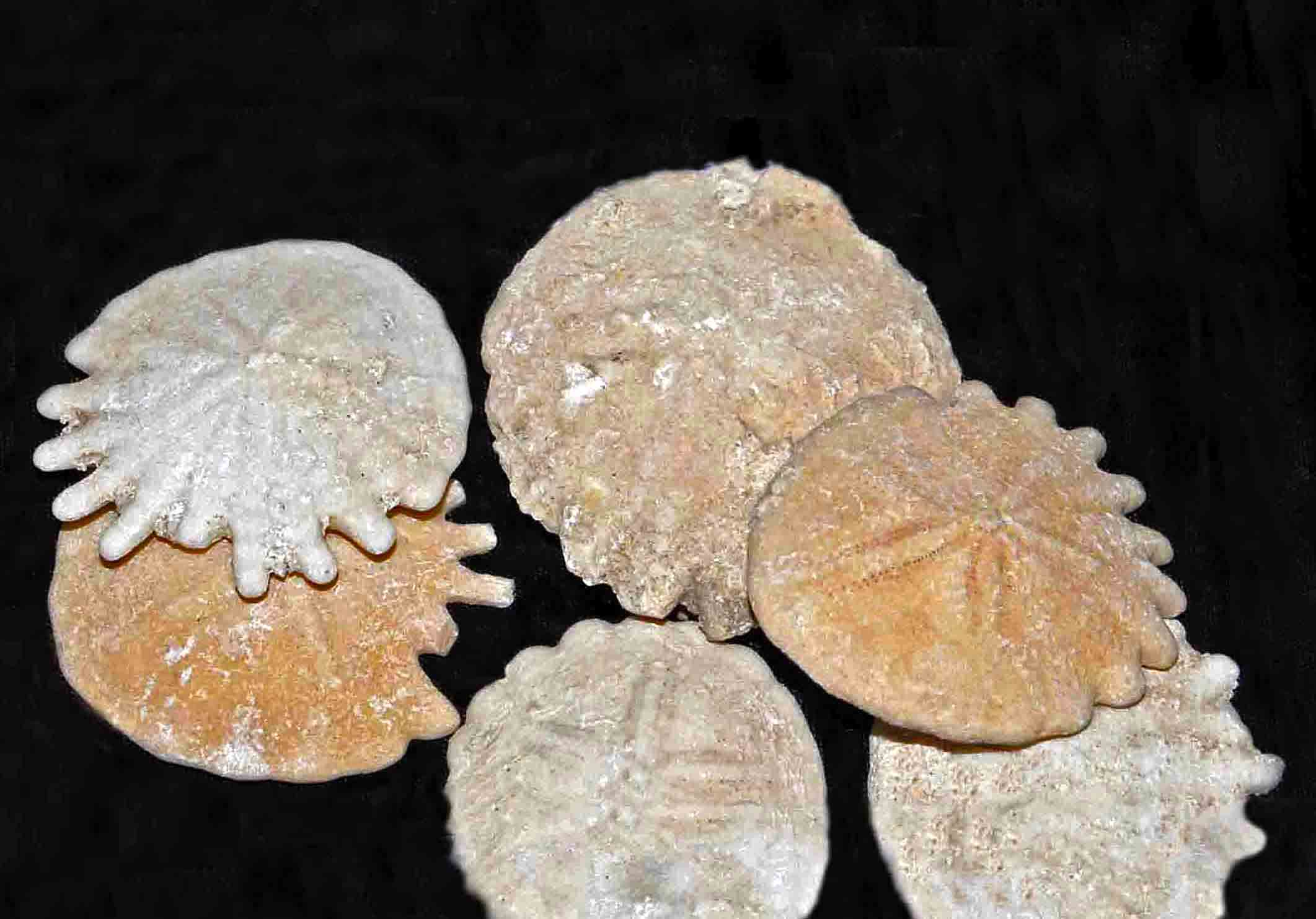
Fossiles du Pliocène du Maroc attribués à Heliophora.

## Répartition
On trouve cette espèce le long de la côte ouest de l'Afrique. 

## Liste des sous-espèces
Selon Catalogue of Life (30 septembre 2018) :
- sous-espèce † Heliophora orbiculus angolensis Goncalves & Roman, 1963